# Ястребенская волость (Сумский уезд)
Ястребенская волость — административно-территориальная единица Сумского уезда Харьковской губернии в составе Российской империи. Административный центр — село Ястребенное.
В состав волости входило 572 двора в 2-х поселениях 3-х сельских общин.
В 1885 году в волости проживало 1844 человек мужского пола и 1887 — женского. Крупнейшие поселения волости по состоянию на 1914 год:
- село Ястребиное — 3537 жителей;
- село Ободы — 2670 жителей.

Старшиной волости являлся Василий Дмитриевич Гуленко, волостным писарем был Никифор Степанович Могиленко, председателем волостного суда — Иван Ефимович Губенко.